# Sa'id al-Ghamdi
Saeed al-Ghamdi Saeed Abdallah Ali Sulayman al-Ghamdi (in arabo: سعيد الغامدي, traslitterato Sa'īd al-Ghāmdī; al-Bāha, 21 novembre 1979 – Shanksville, 11 settembre 2001) è stato un terrorista saudita, noto per essere uno dei quattro dirottatori del volo United Airlines 93 che fece parte degli attentati dell'11 settembre 2001.

## Biografia
Nato in Arabia Saudita, Ghamdi lasciò il suo paese  per combattere in Cecenia dopo essere uscito dal college, e fu riferito che si era poi trasferito in Afghanistan per allenarsi in un campo di al-Qaeda. Venne riferito che fu scelto personalmente da Osama bin Laden per partecipare ad attacchi terroristici negli Stati Uniti, dove si trasferì nel giugno del 2001. Durante la sua permanenza negli Stati Uniti, si stabilì in Florida, pianificando come gli attacchi sarebbero iniziati e addestrandosi sui simulatori di volo.
L'11 settembre 2001 si imbarcò poi sul volo 93 della United Airlines, ed insieme agli altri tre terroristi presenti a bordo dirottò il volo, per poi morire a Shanksville.